# Bisbat d'Aguascalientes
El bisbat d'Aguascalientes  (espanyol: Diócesis de Aguascalientes, llatí: Dioecesis de Aguas Calientes) és una seu de l'Església Catòlica a Mèxic, sufragània de l'arquebisbat de Guadalajara, i que pertany a la regió eclesiàstica Occidente. L'any 2012 tenia 1.665.795 batejats sobre una població d'1.709.230 habitants. Actualment està regida pel bisbe José María De la Torre Martín.

## Territori
La diòcesi comprèn tot l'estat mexicà d'Aguascalientes, a més dels municipis d'Ojuelos i Villa Hidalgo i part dels municipis de Teocaltiche, Encarnación de Díaz i Lagos de Moreno a l'estat de Jalisco i part dels municipis de Loreto, Villa García e Pinos a l'estat de Zacatecas.
La seu episcopal és la ciutat d'Aguascalientes, on es troba la catedral d'Assumpció de Maria Verge.
El territori s'estén sobre 11.200  km², i està dividit en 108 parròquies.

## Història
La diòcesi de Sinaloa va ser erigida el 27 d'agost de 1899, mitjançant la butlla Apostolica Sedes del Papa Lleó XIII, prenent el territori de l'arquebisbat de Guadalajara.

## Cronologia episcopal
- José María de Jesús Portugal y Serratos, O.F.M. † (8 de març de 1902 - 27 de novembre de 1912 mort)
- Ignacio Valdespino y Díaz † (9 de gener de 1913 - 12 de maig de 1928 mort)
- José de Jesús López y González † (20 de setembre de 1929 - 11 de novembre de 1950 mort)
- Salvador Quezada Limón † (20 d'octubre de 1951 - 28 de gener de 1984 jubilat)
- Rafael Muñoz Núñez † (1 de juny de 1984 - 18 de maig de 1998 renuncià)
- Ramón Godínez Flores † (18 de maig de 1998 - 20 d'abril de 2007 mort)
- José María De la Torre Martín, des del 31 de gener de 2008

## Estadístiques
A finals del 2012, la diòcesi tenia 1.665.795 batejats sobre una població d'1.709.230 persones, equivalent al 97,5% del total.
| any  | població  | població  | població | sacerdots | sacerdots       | sacerdots       | sacerdots             | diaques | religiosos | religiosos | parròquies |
| ---- | --------- | --------- | -------- | --------- | --------------- | --------------- | --------------------- | ------- | ---------- | ---------- | ---------- |
| any  | batejats  | total     | %        | total     | clergat secular | clergat regular | batejats por sacerdot | diaques | homes      | dones      |            |
| 1948 | 257.804   | 260.500   | 99,0     | 114       | 107             | 7               | 2.261                 |         | 7          | 337        | 21         |
| 1958 | 265.000   | 266.908   | 99,3     | 145       | 134             | 11              | 1.827                 |         |            | 330        | 22         |
| 1963 | 313.000   | 314.097   | 99,7     | 150       | 137             | 13              | 2.086                 |         | 49         | 370        | 24         |
| 1970 | 438.936   | 440.936   | 99,5     | 150       | 136             | 14              | 2.926                 |         | 59         | 474        | 27         |
| 1976 | 535.000   | 540.936   | 98,9     | 151       | 135             | 16              | 3.543                 |         | 42         | 535        | 33         |
| 1980 | 549.000   | 555.000   | 98,9     | 149       | 131             | 18              | 3.684                 |         | 69         | 511        | 36         |
| 1990 | 1.005.500 | 1.026.000 | 98,0     | 182       | 159             | 23              | 5.524                 |         | 64         | 538        | 64         |
| 1999 | 1.452.500 | 1.475.000 | 98,5     | 253       | 211             | 42              | 5.741                 |         | 97         | 591        | 79         |
| 2000 | 1.472.500 | 1.495.000 | 98,5     | 259       | 214             | 45              | 5.685                 |         | 99         | 595        | 79         |
| 2001 | 1.472.500 | 1.495.000 | 98,5     | 270       | 225             | 45              | 5.453                 |         | 99         | 595        | 79         |
| 2002 | 1.503.500 | 1.525.000 | 98,6     | 263       | 216             | 47              | 5.716                 |         | 82         | 635        | 89         |
| 2003 | 1.527.500 | 1.550.000 | 98,5     | 267       | 220             | 47              | 5.720                 |         | 95         | 648        | 90         |
| 2004 | 1.557.000 | 1.580.000 | 98,5     | 271       | 236             | 35              | 5.745                 |         | 68         | 655        | 94         |
| 2006 | 1.599.000 | 1.622.000 | 98,6     | 293       | 232             | 61              | 5.457                 | 1       | 90         | 670        | 99         |
| 2012 | 1.665.795 | 1.709.230 | 97,5     | 306       | 267             | 39              | 5.443                 | 1       | 57         | 669        | 108        |